# Tri-Flow Bad Endbach
Tri-Flow Bad Endbach ist ein Triathlon-Verein aus Bad Endbach. Die erste Herrenmannschaft des Vereins war zeitweise in der Bundesliga aktiv.

## Geschichte
Tri-Flow Bad Endbach wurde 1994 von jungen Bad Endbachern und Menschen aus der Region gegründet. 1996 nahm erstmals eine Mannschaft des Vereins an der Hessenliga teil, ein Jahr später gelang bereits der Aufstieg in die 2. Bundesliga. Im Jahr 2002 konnte Tri-Flow nach dem Aufstieg 2001 erstmals an der 1. Bundesliga teilnehmen, in der sie allerdings meist gegen den Abstieg kämpfte. Nachdem 2006 der Klassenerhalt erst am letzten Wettkampftag gelungen war, erfolgte dann 2007 der Abstieg in die 2. Bundesliga Süd und 2009 der erneute Abstieg in die Regionalliga Mitte. Dem Aufstieg 2010 als Meister der Regionalliga Mitte folgte 2012 der erneute Abstieg in die Regionalliga Mitte. 2013 stieg das Team als drittletzter in die viertklassige 1. Hessliga ab.

## Mannschaften
Neben der ersten Herrenmannschaft, zu der zu Zeiten in der Triathlon-Bundesliga auch die Profis Filip Ospalý aus Tschechien und Vladimir Polikarpenko aus der Ukraine gehörten, traten zeitweise im Verein zwei weitere Herrenmannschaften in der 2. Bundesliga und in der 2. Hessenliga sowie eine Damenmannschaft in der 1. Hessenliga an. Weiterhin unterhält der Verein eine Jugendabteilung.

## Erfolge
- 1997: Aufstieg in die 2. Bundesliga
- 2001: Aufstieg in die 1. Bundesliga
- 2002: Aufstieg der 2. Mannschaft in die 2. Bundesliga
- 2010: Aufstieg in die 2. Bundesliga Süd